# Panicum acostia
Panicum acostia là một loài cỏ thuộc họ Poaceae.
Loài này chỉ có ở Ecuador.